# Cala Violina
Cala Violina est une crique de la Maremme Grosseto sur le territoire de la commune de Scarlino, en Toscane, qui s'ouvre sur la mer Tyrrhénienne dans la réserve naturelle des Bandite di Scarlino.
L'anse est fermée entre les deux promontoires de Punta Martina au nord, qui la sépare de Cala Martina, et de Punta Le Canne au sud. Le sable blanc qui caractérise la plage a également donné son nom à la crique, en référence aux sons qu'elle "émet" lorsqu'elle est piétinée par ceux qui la traversent, en l'absence de sources sonores importantes. On peut y accéder à pied par un chemin de 30 minutes à l'intérieur de la forêt bordant la mer.